# Слатина (Шмартно-об-Пакі)
Слатина (словен. Slatina) — поселення в общині Шмартно-об-Пакі, Савинський регіон, Словенія. Висота над рівнем моря: 371 м.